# Voyager 1
Voyager 1 [vójedžr uàn] (Potnik 1) je 815 kg težka ameriška vesoljska sonda brez posadke. Izstrelili so jo 5. septembra 1977 in še vedno deluje. Je trenutno od nas najbolj oddaljen objekt, ki je delo človeških rok. 
Sonda je skupaj s sondo dvojčico Voyager 2 rezultat programa, katerega cilj je bil obisk zunanjih planetov Jupitra, Saturna, Urana in Neptuna. Po opravljeni nalogi sonda nadaljuje potovanje v medzvezdni prostor in je v letu 2005 dosegla mejo Osončja.
Sondi Voyager 1 in 2 sta s seboj ponesli tudi podatke o človeški civilizaciji. Ti so shranjeni na pozlačeni bakreni gramofonski plošči (LP), spravljeni v aluminijasto skrinjo, na kateri so vgravirana navodila za uporabo, priložena pa je še gramofonska igla. Plošča, ki nosi naslov Zvoki Zemlje (The Sounds Of Earth), vsebuje štiri tematske skupine podatkov, med katerimi so zvoki narave in živali, človeški govor (pozdravi v različnih jezikih) glasba (ljudska in umetna) in tudi slike.
Konec leta 2010 se po 33 letih svoje poti Voyager 1 približuje robu našega osončja. Dvanajstega septembra 2013 NASA uradno potrdi, da je sonda zapustila naše osončje.

## Spisek posnetkov klasične glasbe, ki je odpotovala s sondama
- J. S. Bach: Brandenburški Koncert št.2 (1.stavek), izvaja ga Orkester München Bach, dirigent: Karl Richter, traja: 4.40
- J. S. Bach: Gavota in rondo, iz Partite št.3 v E duru za violino solo, izvaja: Arthur Grumiaux, traja: 2.55
- W. A. Mozart: Arija Kraljice noči št.14, iz opere Čarobna piščal, izvaja soparnistka Edda Moser in Bavarska državna opera, dirigent: Wolfgang Sawallisch, traja: 2.55
- I. Stravinski: Posvečenje pomladi, Žrtveni ples, izvaja Kolumbijski simfonični orkester, dirigent: Igor Stravinski, traja: 4.35
- J. S. Bach: Dobro uglašeni klavir (WTK), Preludij in fuga v C duru, št.1, (2.zvezek), pianist: Glenn Gould, traja: 4:48
- L. van Beethoven: Simfonija št.5, 1.stavek, izvaja orkester Philharmonia , dirigent: Otto Klemperer, traja: 7.20
- L. van Beethoven, Godalni kvartet št.13, op.130, (Cavatina), izvaja Budimpeštanski godalni kvartet, traja: 6.37